# Southern Pacific Transportation
Southern Pacific Transportation (AAR-Reporting mark: SP) war eine US-amerikanische Eisenbahngesellschaft im Süden und Westen der USA. Sitz des Unternehmens war San Francisco. Von 1865 bis 1885 war die Bezeichnung der Gesellschaft Southern Pacific Railroad und von 1885 bis 1969 Southern Pacific Company. Am 26. November 1969 wurde die Southern Pacific Company in Southern Pacific Transportation umbenannt. Gleichzeitig schuf man eine Holdinggesellschaft mit dem Namen Southern Pacific Company.
Das zusammen mit der Central Pacific Railroad und nach der Fusion mit der Denver and Rio Grande Western Railroad betriebene Streckennetz wurde unter dem Namen Southern Pacific Lines vermarktet. Im Jahr 1996 wurde die Southern Pacific durch die Union Pacific Railroad übernommen.

## Streckennetz

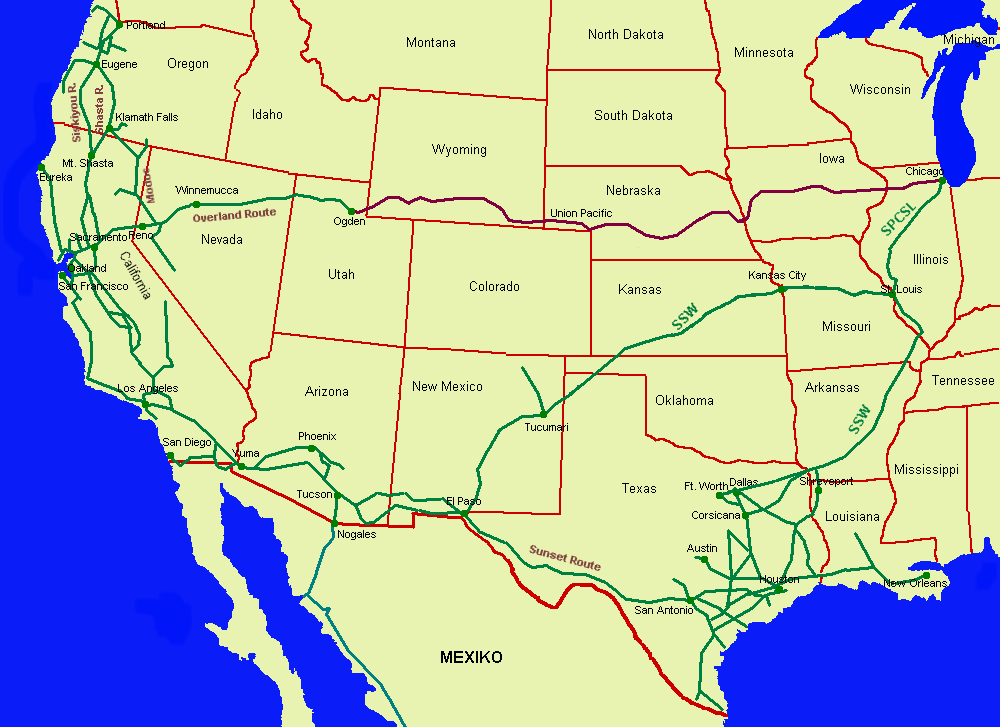
Streckennetz der Southern Pacific vor der Fusion mit der DRGW

Im Jahre 1996 reichte das Streckennetz der Gesellschaft von Chicago über St. Louis nach Süden bis Houston. Von St. Louis aus führte eine Strecke nach Westen über Kansas City, Denver, Salt Lake City bis nach San Francisco. Im Süden bestand eine Verbindung von New Orleans über Houston, El Paso, Tucson, Yuma, Los Angeles nach San Francisco. Von San Francisco führt nach Norden eine Strecke über Klamath Falls nach Portland. Außerdem bestand eine Querverbindung von Kansas City nach El Paso.

## Geschichte

### Anfänge

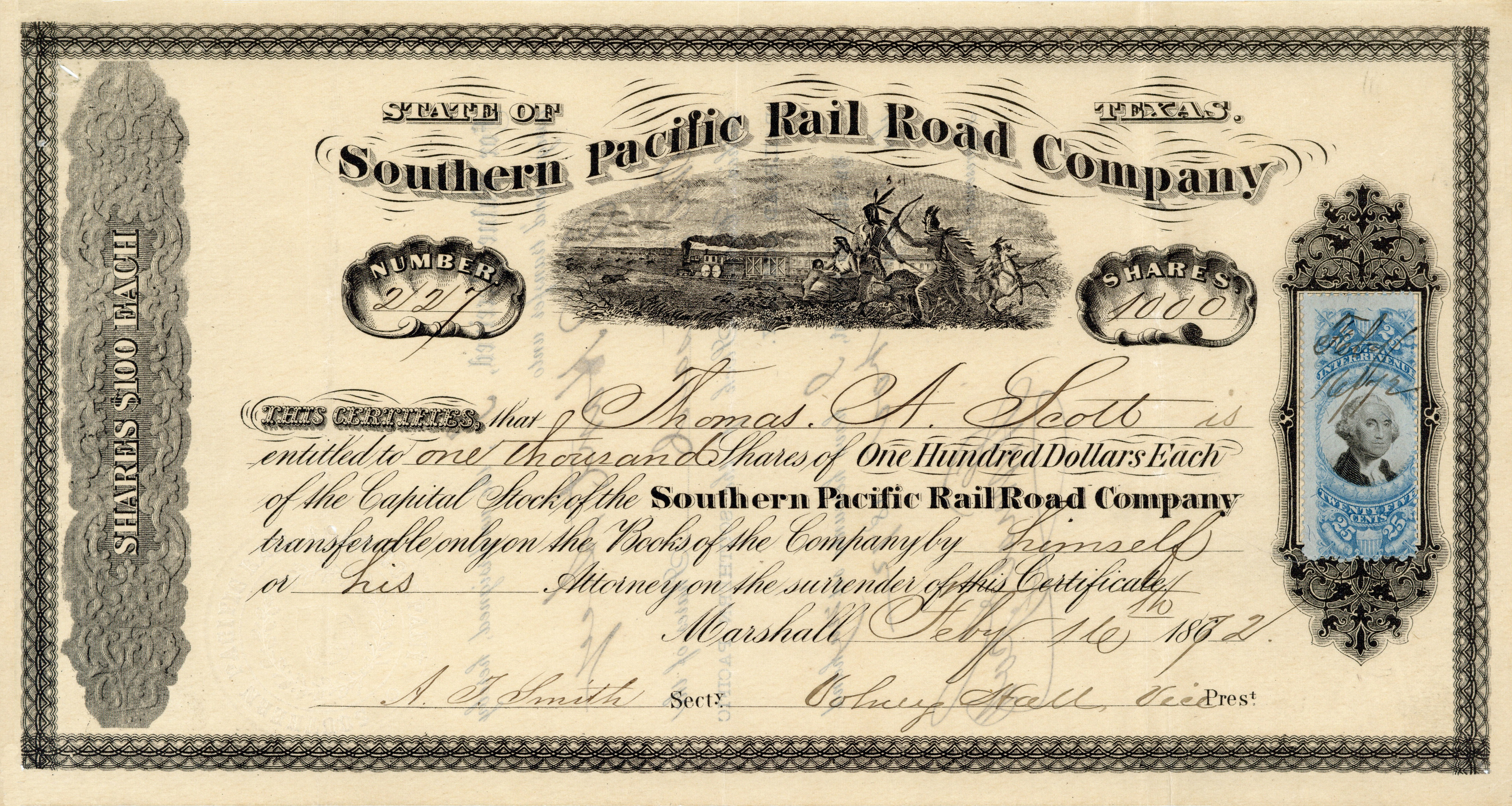
Aktie der Southern Pacific Railroad Company über 1.000 Anteile zu je 100 $, ausgegeben in Marshall, Texas am 16. Februar 1872, eingetragen auf ihren Präsidenten Thomas A. Scott

Gegründet wurde die Gesellschaft am 2. Dezember 1865 als Southern Pacific Railroad of California, um eine Eisenbahnstrecke von Kalifornien nach New Orleans zu bauen. Gemeinsam mit der San Francisco and San Jose Railroad gelangte sie bis 1870 in den Besitz der „Big Four“, den Eigentümern der Central Pacific Railroad. Der Bau der Strecke begann erst 1871 in San José, führte durch das San Joaquin Valley bis nach Stockton, 1872 wurde Fresno erreicht und 1873 der Kern River. Die Strecke bis Goshen Junction (85 km südlich von Fresno) wurde dabei von der Central Pacific und ab da von der Southern Pacific Railroad gebaut. Zur Überwindung der Tehachapi Mountains war eine aufwändige Streckenführung notwendig, unter anderem war der Bau der 
360°-Kehre 
(Tehachapi Loop) erforderlich. Die Strecke sollte durch die Mojave-Wüste bis zum Colorado River verlängert werden. Jedoch wurde entschieden, zuerst Los Angeles ans Streckennetz anzuschließen. Dies bedeutete jedoch einen Umweg. Aber auch die Strecke bis zum Colorado River bei Needles wurde schließlich fertiggestellt.
Hier erfolgte später eine Verbindung mit der Atlantic and Pacific Railroad, einer Vorläufergesellschaft der Atchison, Topeka and Santa Fe Railroad (ATSF). 1897 wurde die Strecke Mojave – Needles an die ATSF verkauft, im Gegenzug erhielt die Southern Pacific die Sonora Railway von Nogales nach Guaymas in Mexico.
Nach der Fertigstellung der transkontinentalen Verbindung verfügten die Eigentümer der Gesellschaft über das Quasi-Monopol für den Eisenbahntransport nach Osten. Dieses nutzten sie konsequent aus. Zum einen brachten sie Gemeinden dazu, für Anschlüsse ans Schienennetz entsprechende Zahlungen zu leisten, zum anderen setzte sie stark überhöhte Transportpreise fest. Mit ihrer daraus gewonnen finanziellen Macht übte sie Einfluss auf Politik und Medien aus. Das Unternehmen nutzte alle legalen und manche illegalen Mittel aus, um konkurrierende Unternehmen zu erwerben oder ihnen den Weiterbau unmöglich zu machen. Aus diesen Gründen war die Southern Pacific um die Jahrhundertwende das am schnellsten wachsende Eisenbahnunternehmen der Welt. Das Eisenbahnmonopol der SP wurde erst gebrochen, als in den 80er Jahren Portland durch die Union Pacific und die Northern Pacific erreicht wurde und die Santa Fé 1897 ihre durchgehende Verbindung nach Kalifornien fertigstellte. Die Southern Pacific verfügte zu dieser Zeit jedoch über 400 verschiedene Tochtergesellschaften, die in vielen Gebieten der Infrastrukturentwicklung, unter anderem Transport, Land, Wasser, Öl und Landwirtschaft, tätig waren, so dass die Einflussnahme des Unternehmens auf die Wirtschaft Kaliforniens noch lange bestehen blieb. Frank Norris schrieb auf der Grundlage dieser Aktivitäten der SP seinen Roman „The Octopus: A story of California“.

### Bau der zweiten transkontinentalen Verbindung
Von Los Angeles aus wurde 1877 der Colorado River bei Yuma erreicht. Von da aus baute die „Galveston, Harrisburg and San Antonio Railroad“ die Strecke bis 1881 nach El Paso weiter. Die „Galveston, Harrisburg & San Antonio Railroad“ entstand 1870 aus der „Buffalo Bayou, Brazos and Colorado Railroad“ und baute unter anderem eine Bahnverbindung von Galveston nach Houston und nach San Antonio. Die Gesellschaft stand in ständiger Konkurrenz zur Mississippi Pacific Railroad von Jay Gould.

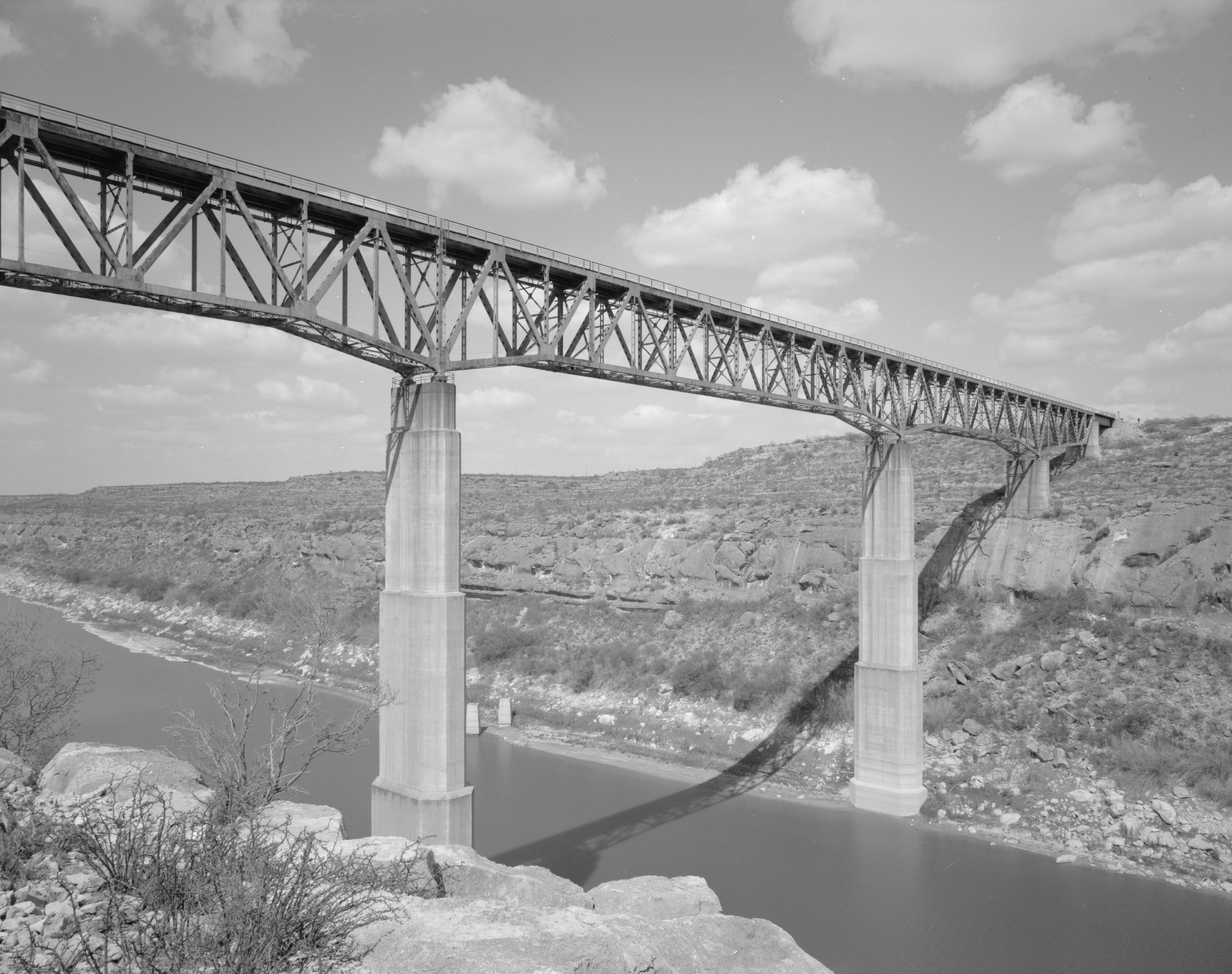
Pecos River High Bridge

Die Verbindung bis nach New Orleans entstand durch die „New Orleans, Opelousas and Great Western Railroad“. Diese wurde später durch Charles Morgan als „Louisiana and Texas Railroad“ reorganisiert und baute eine Strecke zwischen New Orleans und Houston. Im Jahr 1881 wurde die Verbindung mit der Texas and Pacific Railroad in Sierra Blanca und mit der Atchison, Topeka and Santa Fé Railway in Deming (New Mexico) hergestellt. Damit entstand die zweite transkontinentale Eisenbahnverbindung. 1883 trafen am Pecos River die Gleise auf die von San Antonio her gebaute Strecke. Der Treffpunkt, die Pecos River Bridge, war ein Vorläufer der späteren Pecos River High Bridge, der höchsten Brücke einer Eisenbahngesellschaft in den Vereinigten Staaten.
Im Jahr 1924 erwarb die Southern Pacific die „El Paso and Southwestern Railroad“. Diese Eisenbahngesellschaft besaß ein Netz westlich bis nach Tucson und östlich bis nach Santa Rosa. Die Strecken verliefen weitgehend parallel zu den SP-Strecken. 1934 wurden die Tochtergesellschaften in Texas unter dem Namen „Texas and New Orleans Railroad“ (T&NO) vereinigt. Dies war notwendig geworden, da texanische Gesetze vorschrieben, dass Eisenbahngesellschaften, die ihr Geschäft in Texas betrieben, auch dort ihren Sitz haben mussten. Somit wurden diese Strecken als eigenständige Einheit betrieben.

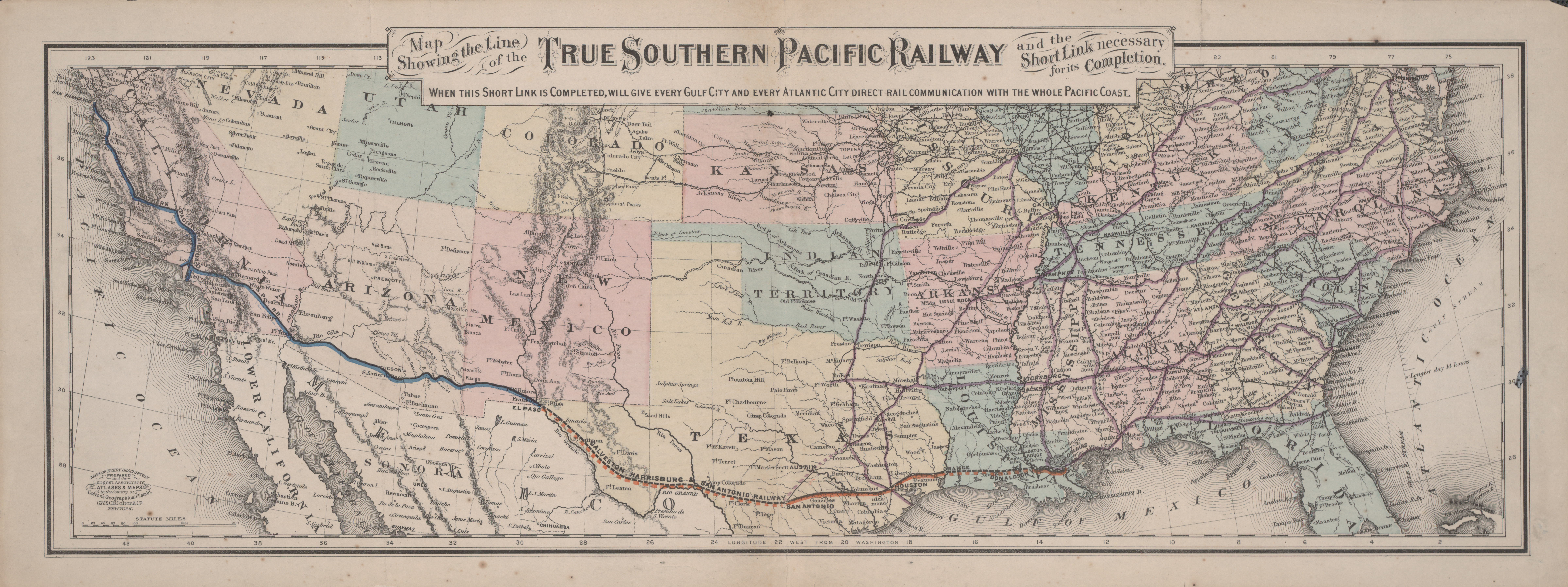
G. W. & C. B. Colton, Map Showing the Line of the True Southern Pacific Railway, circa 1881

### In Richtung Norden
In Verbindung mit der durch die Central Pacific bis 1887 geschaffenen Verbindung nach Norden bis Portland erfolgten weitere Streckenerweiterungen. So erfolgte 1926 die Eröffnung des „Natron Cutoff“ zwischen Klamath Falls und Eugene. Um zu verhindern, dass die Great Northern Railway eine Strecke vom Columbia River zur Western Pacific Railroad erbaute, errichtete die SP eine Strecke nach Süden durch das Klamath Basin. Die GN nutzte später diese SP-Strecke zwischen Chemult und Klamath Falls. Diese zweite Strecke hatte eine wesentlich geringere Steigung als die ältere Strecke über die Siskiyou Range und wurde deshalb zur Hauptstrecke nach Oregon. Zur selben Zeit eröffnete die Gesellschaft eine Strecke von Klamath Falls zur Overland-Route in Fernely. Diese Strecke wurde „Modoc-Route“ genannt. Streckenweise wurde dabei das Gleisbett der vormaligen schmalspurigen Nevada-California-Oregon Railway genutzt.
Durch die Errichtung der Shasta-Talsperre 1938 bis 1942 wurde die Errichtung der Pit River Bridge notwendig. Diese war zum Zeitpunkt ihrer Herstellung die höchste Brücke der USA. Durch die Aufstauung des Shasta Lakes wurde die Brücke fast bis zum Tragwerk überflutet.

### Southern Pacific und Central Pacific

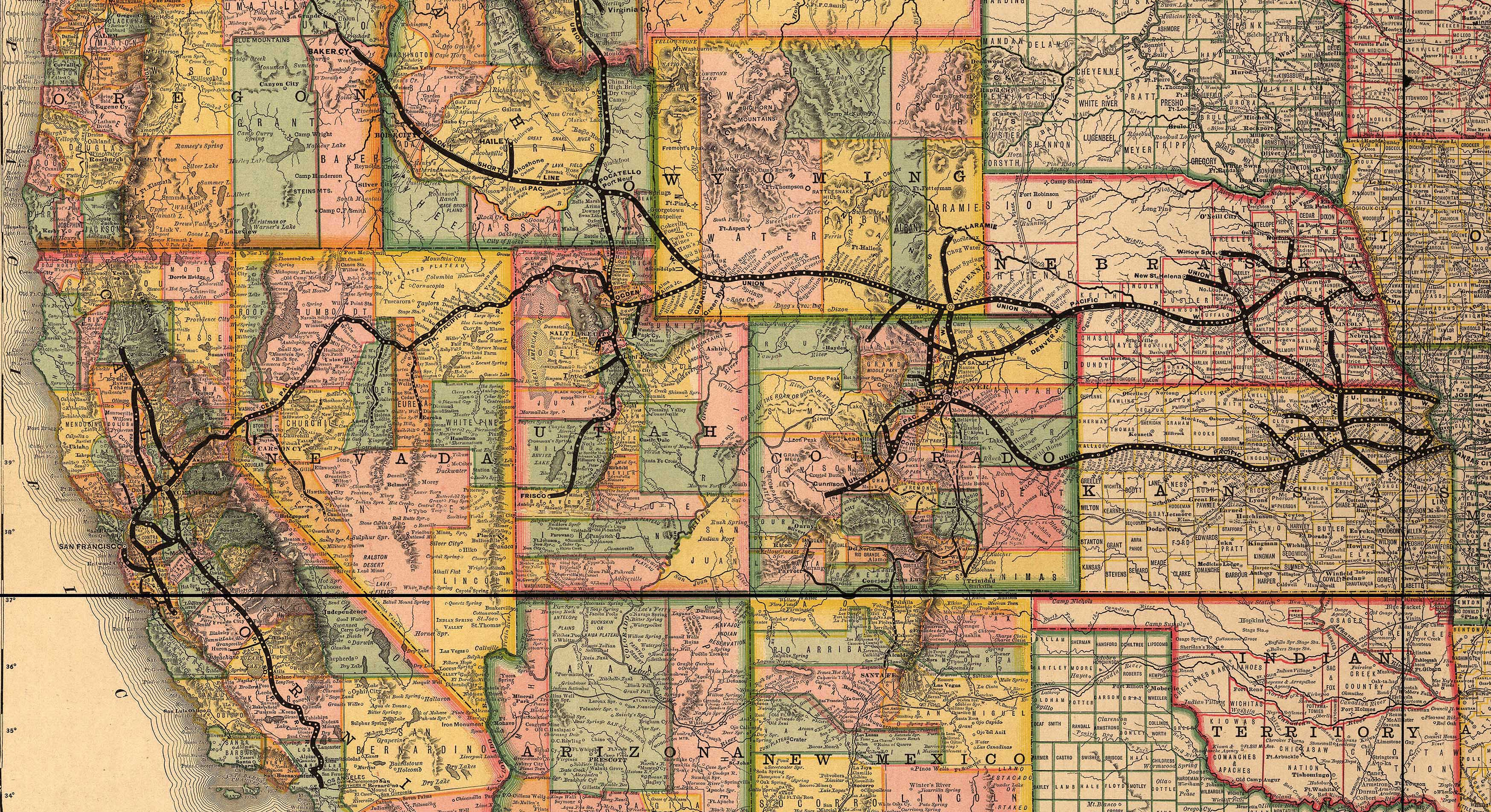
Das Streckennetz im Jahr 1883

Bis 1884 waren Southern Pacific Railroad und Central Pacific Railroad zwei eigenständige Gesellschaften, die jedoch beide durch dieselben Personen (Big Four) kontrolliert wurden und deshalb auch als ein System betrieben wurden. Um die Gesellschaftsverhältnisse zu vereinfachen, wurde deshalb die Southern Pacific Company gegründet, die die Southern Pacific Railroad ablöste. Die Central Pacific Railroad verpachtete ihren Besitz an die SP und reorganisierte sich als Central Pacific Railway.
Der letzte Überlebende der Big Four, C. P. Huntington, starb 1900, und sein Aktienanteil wurde durch die Union Pacific Railroad gekauft, welche damals unter der Kontrolle von E. H. Harriman stand. Er unternahm in der Folgezeit wesentliche Verbesserungen an der für ihn wichtigen Overland Route. Mit dem Bau des „Lucin Cutoff“ über den Great Salt Lake verkürzte er die Strecke um 70 Kilometer. Die Strecke über die Sierra Nevada erhielt ein zweites Gleis, abschnittsweise mit einer geringeren Steigung. Außerdem führte er ein automatisches Blocksystem ein. In Kalifornien ließ er den „Bayshore Cutoff“ (entlang der San Francisco Bay) bauen.
US-Präsident Theodore Roosevelt wendete den Sherman Antitrust Act vom 2. Juli 1890 an, um die Macht der Monopolunternehmen einzuschränken. Union Pacific verkaufte ihren Anteil an der SP. Es wurde auch verlangt, dass sich Southern Pacific und Central Pacific trennen und die CP der Union Pacific zugeschlagen werden sollten. Dieser Schritt wurde von der kalifornischen Regierung aber verhindert. Damit agierte die reale Politik anders, als es die öffentliche Meinung und die Aussagen vieler Politiker vermuten ließen, die (auch durch den Roman von Frank Norris „Octopus“) das den Bahnverkehr Kaliforniens beherrschende Unternehmen eher als Schaden denn als Vorteil sahen.
Die Central Pacific wurde deshalb bis 1959 kommissarisch von der Southern Pacific geführt; dann konnte die Southern Pacific die CP komplett übernehmen. Letztes größeres Bauvorhaben der SP war der 1967 fertiggestellte „Palmdale Cutoff“ über den Cajon Pass, um die Strecke nach Los Angeles zu verkürzen.
Am 26. November 1969 wurde die Southern Pacific Company in Southern Pacific Transportation umbenannt. Gleichzeitig schuf man eine Holdinggesellschaft mit dem Namen Southern Pacific Company.

### Nach 1970

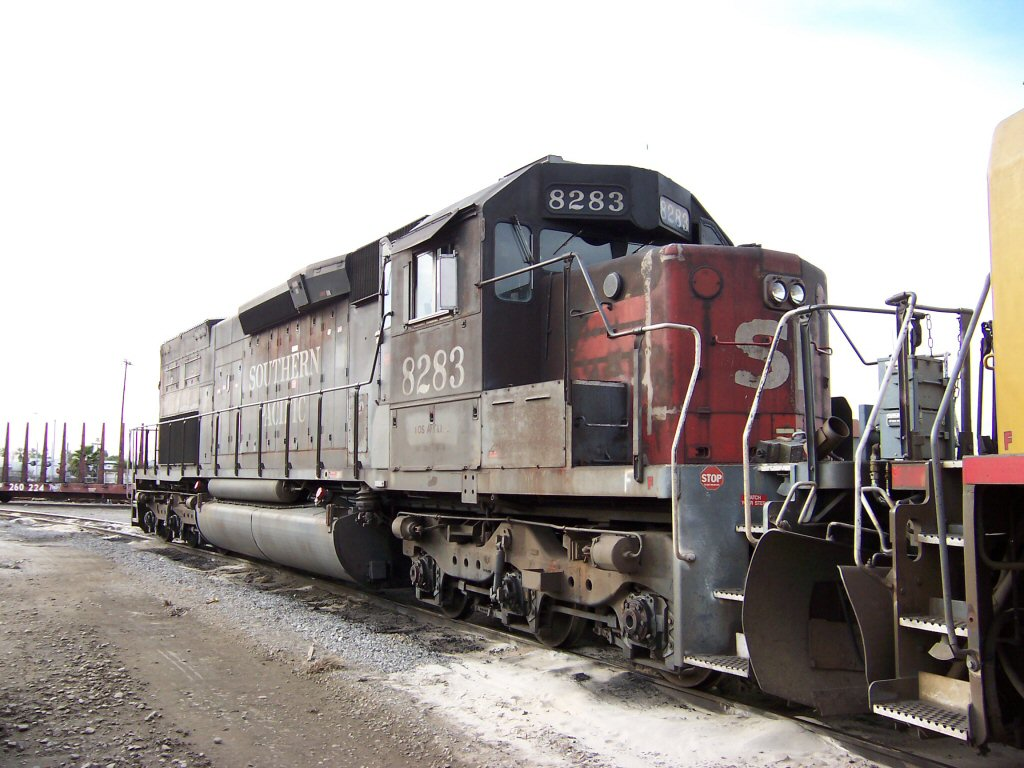
SD40T-2 „Tunnel Motor“

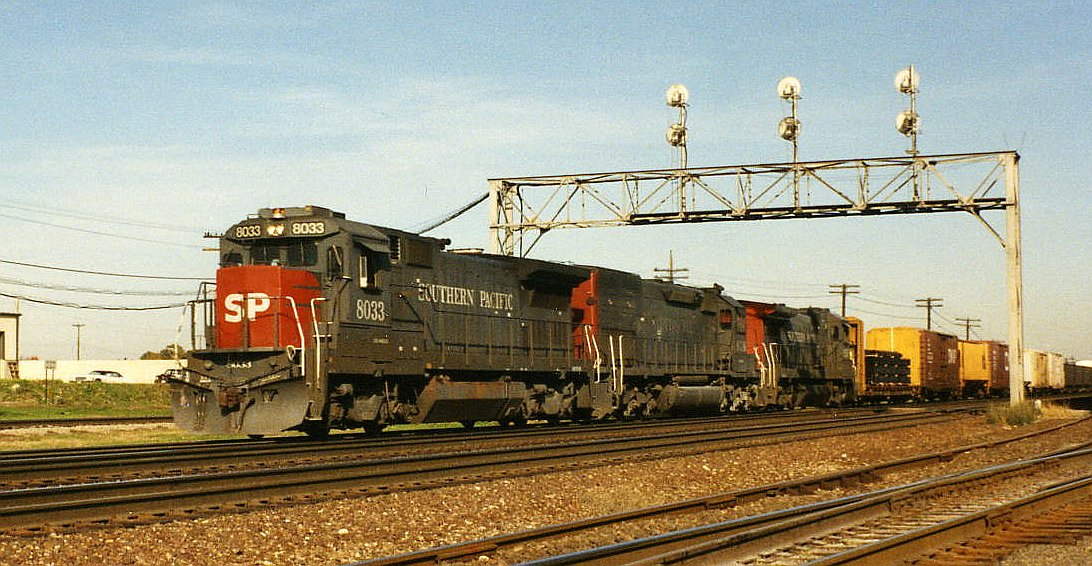
GE Dash 8-39B bei Eola (IL)

War zu Beginn der 1970er Jahre die Southern Pacific eines der wirtschaftlichsten Bahnunternehmen, begann in der nachfolgenden Dekade der Niedergang. Die Konkurrenz des Lkw-Verkehrs (durch den Bau der Highways) wurde immer stärker, und das früher profitable Geschäft mit dem Transport von kalifornischen Lebensmitteln (Salat, Orangen) ging nach und nach verloren. Durch die einsetzende Wirtschaftskrise gingen auch die Transporte von Holz und Autoteilen zurück. Dazu kam noch die Konkurrenz der Allianz Union Pacific Railroad – Western Pacific Railroad beim transkontinentalen Verkehr nach Kalifornien. Durch das 1923 abgeschlossene „Santa Margarita Agreement“ hatte sich die SP verpflichtet, eine bestimmte Transportmenge über die UP-Strecke zu leiten. Da diese Strecke jedoch an ihrer Kapazitätsgrenze operierte, musste die Southern Pacific ihre Transporte nach Osten über andere Strecken leiten. Die Alternativen über die Strecke der Rio Grande ab Ogden oder über die Sunset Route nach Kansas City waren aufgrund des Abkommens verboten. Somit konnten diese Transporte nur durch die Tochter „Cotton Belt“ über ihre von Texas ausgehende Strecke abgewickelt werden. Dies bedeutete, dass sich die Transportlänge stark erhöhte, und außerdem mussten in allen wichtigen Stationen neben dem Southern Pacific-Personal auch Transportagenten der „Cotton Belt“ beschäftigt werden. Hinzu kam noch die ungewisse Zukunft der amerikanischen Eisenbahnen, da durch den Zusammenbruch der Eisenbahnunternehmen im Nordosten befürchtet wurde, dass alle Bahngesellschaften verstaatlicht werden. In dieser Situation begann die SP in nicht mit dem Eisenbahnbetrieb zusammenhängende Bereiche zu investieren. Da aber Gewinne in diesen Bereichen wenn überhaupt nur spärlich flossen und auch die Gewinne im Transportsektor stark zurückgingen, sah sich die Gesellschaft zu Sparmaßnahmen gezwungen. Die Folge dieser Sparmaßnahmen waren immer schlechter gewartete und technisch veraltete Gleisanlagen, Lokomotiven und Güterwagen. Dies führte dazu, dass die Transportleistung noch weiter zurückging.
Im Mai 1980 verkündeten die Southern Pacific und die Santa Fe, dass sie fusionieren wollten. Nachdem diese Idee zwischenzeitlich nochmals widerrufen wurde, gründeten die beiden Holdinggesellschaften Santa Fe Industries und Southern Pacific Company am 23. Dezember 1983 die Santa Fe Southern Pacific Corporation. Die beiden Eisenbahngesellschaften mussten noch selbstständig betrieben werden, stimmten aber die Farbgebung ihrer Lokomotiven schon aufeinander ab und begannen sogar, ihre Lokomotiven in rot-gelb umzulackieren. Während dieser Zeit unterblieben jedoch Investitionen in die Strecken der Southern Pacific, da die Bahngesellschaft nur treuhänderisch durch die SFSP betrieben werden durfte. Zwei Jahre lehnte die Interstate Commerce Commission (ICC), das US-Kartellamt, die Fusion ab. Da das Streckennetz der beiden Gesellschaften die gleichen Landesflächen abdeckte, befürchtete die Regulierungsbehörde, dass es zu einem ähnlichen Fiasko wie bei der Fusion von PRR und NYC zur Penn Central kommen könnte und genehmigte deshalb diese Fusion nicht. Das neue Kürzel SPSF wurde bald als Should’nt Paint So Fast (Hättet Ihr bloß nicht so schnell umlackiert) uminterpretiert. Die Holdinggesellschaft Santa Fe Southern Pacific Corporation musste deshalb die Bahngesellschaft Southern Pacific verkaufen, behielt aber selbst die sonstigen Unternehmen der früheren Southern Pacific im Besitz.
Es kam zu Kaufangeboten, unter anderem von der Kansas City Southern und von Guilford Industries, dem Management der SP selber sowie von der Rio Grande Industries, der Muttergesellschaft der Denver and Rio Grande Western Railroad. Am 9. August 1988 genehmigte die ICC diesen Kauf. Mit dem Abschluss der Fusion am 13. Oktober 1988 wurde das neue System als „Southern Pacific Lines“ bezeichnet. Die DRGW übernahm dabei die Identität der SP.
In der Folgezeit wurden viele Strecken der SP verkauft, um das System effizienter zu betreiben. 1991 verkaufte die SP ihre Strecke von San Francisco nach San José und ihr Nahverkehrsequipment für diese Strecke an die anliegenden Countys. Durch die Amtrak wurde am 1. Juli 1992 der Betrieb auf dieser Strecke übernommen. Am 12. September 1996 erfolgte schließlich der Kauf der Southern Pacific durch die Union Pacific. Dennoch sind bis heute noch Loks im originalen schwarzen Southern-Pacific-Design im Einsatz.

## Tochtergesellschaften

### Cotton Belt
Die St. Louis Southwestern Railway (Cotton Belt oder SSW) war Southern Pacifics wichtigste Tochtergesellschaft. Das Streckennetz der Gesellschaft reichte von Texas (Fort Worth, Dallas, Waco) über Texarkana, Little Rock, Memphis bis nach Saint Louis. Die Gesellschaft wurde 1932 durch die SP erworben um Zugang nach St. Louis zu erhalten. Die Gesellschaft blieb rechtlich selbständig, wurde jedoch wie eine Abteilung der SP geführt. So war die Farbgebung dieselbe wie an den SP-Lokomotiven mit dem Unterschied, dass die SSW-Loks die Aufschrift Cotton Belt bzw. SSW hatten. 1980 wurde von der bankrotten Rock Island Line die Strecke St. Louis – Kansas City – Santa Rosa erworben.

### SPCSL
Mit dem Erwerb der Strecke St. Louis – Joliet (Illinois) (eine ehemalige Strecke der Illinois Central Railroad bzw. Alton Railroad) 1989 aus der Konkursmasse der Chicago, Missouri and Western Railroad durch die extra dafür gegründete Tochter „SPCSL Corporation“ (Southern Pacific Chicago St. Louis) erhielt die SP Zugang zum wichtigen Eisenbahnknoten der Vereinigten Staaten Chicago.

### Northwestern Pacific Railroad
Die Northwestern Pacific Railroad bediente ein Streckennetz nördlich von San Francisco. Die Gesellschaft entstand 1903 als ein Gemeinschaftsunternehmen der Santa Fe und der Southern Pacific zum Betrieb Strecke Sausalito – San Rafael – Willits – Eureka. In sie gingen mehrere Vorläufergesellschaften auf. 1929 erhielt die Southern Pacific die komplette Kontrolle über das Unternehmen. Seit Ende der 50er Jahre existierte die Gesellschaft nur noch auf dem Papier, sie wurde jedoch erst 1992 vollständig integriert.

### Pacific Electric Railway
Die SP war auch Eigentümerin der Pacific Electric Railway, die einen Nahverkehr – überwiegend mit Interurbans in Südkalifornien betrieb.
Sie wurde 1901 durch den Neffen von Collis P. Huntington Henry E. Huntington gegründet. Ab 1910 war die Gesellschaft im Besitz der Southern Pacific. Ab den 50er Jahren begann man nach und nach die Strecken stillzulegen. Der letzte Personenzug fuhr am 8. April 1961. Der verbliebene Rest der Gesellschaft fusioniert am 13. August 1965 mit der Southern Pacific.
Ein Teil dieser Strecken wird heute von der Stadtbahn von Los Angeles nach Long Beach benutzt.

### Southern Pacific Railroad of Mexico
Die Southern Pacific Railroad of Mexico (Sud Pacifico de México) wurde 1909 gegründet. Sie vereinigte die 1898 von der Santa Fe gepachtete und 1911 endgültig übernommene Sonora Railway (Nogales – Guaymas) und die Cananea, Rio Yaqui & Pacific Railroad, die von Guaymas aus begonnen hatte, entlang der Küstenlinie nach Süden sowie mehrere Nebenstrecken zu bauen. 1927 kam es bei Guadalajara zum Zusammenschluss mit dem Streckennetz der National Railway of Mexico. Die Gesellschaft war für die SP immer ein Verlustgeschäft. Im Dezember 1951 erfolgte, auch aufgrund einer Gesetzesänderung in Mexiko, der Verkauf an die mexikanische Regierung, die die Strecke unter der Bezeichnung „Ferrocarril del Pacifico“ weiterbetrieb.

### Sprint
Gegen Ende der 70er Jahre begannen die Eisenbahngesellschaften sich aufgrund der schlechten wirtschaftlichen Situation sowie der geringen Gewinnmargen im Eisenbahnsektor nach anderen Wirtschaftszweigen umzusehen. Die Southern Pacific verlegte deshalb entlang ihren Schienenstrecken Fernmeldekabel und stieg 1978 mit dem Unternehmen Southern Pacific Communications Company in den Telekommunikationsmarkt ein. Zuerst wurde ein Faxservice sowie Ferngespräche angeboten. Bald wurde für diese Dienstleistungen der Name Sprint „Southern Pacific Railroad Information NeTwork“ oder „Switched PRIvate Network Telecommunications“. eingeführt. 1982 wurde die Gesellschaft an GTE verkauft.

### Pacific Fruit Express
Die Gesellschaft Pacific Fruit Express war ein 1907 gegründetes Gemeinschaftsunternehmen mit der Union Pacific zum Betrieb von Kühlwagen. Das Unternehmen verfügte zeitweise über die größte Kühlwagenflotte der Welt. Es bestand bis 1978, als es zwischen den beiden Eigentümern aufgeteilt wurde.

### Schmalspurstrecken
Neben den Normalspurstrecken betrieb die Southern Pacific auch ein kleines Netz von Schmalspurstrecken in Kalifornien und Nevada mit einer Spurweite von 914 mm (36 Zoll). Die ersten Strecken entstanden in den 1880er Jahren während des Gold- und Silberbooms in Nevada. Durch die Carson & Colorado Railroad (C&C) erfolgte der Bau einer 480 km langen Strecke von Mound House an der Virginia and Truckee Railway nach Süden bis Keeler. 1900 wurde die Strecke von der SP übernommen. Durch die SP-Tochter Nevada and California Railway erfolgte dann der Bau einer normalspurigen Verbindung zwischen Hazen und Churchill. Damit war die Strecke an das SP-Netz angebunden. Anschließend wurde die Strecke bis Tonopah Junctions auf Regelspur umgebaut. 1905 wurde die C&C vollständig fusioniert. Mit dem Bau der Strecke Mojave – Owenyo wurde auch der südliche Teil der Strecke ans Normalspurnetz angeschlossen. Ein geplanter Umbau der Strecke von Owyeno nach Tonopah Junctions kam nicht mehr zustande. Auf dem letzten betriebsfähigen Streckenabschnitt zwischen Laws und Keeler wurde am 29. April 1960 der Betrieb eingestellt.

## Lokomotiven

### Dampflokomotiven
Bis zu Beginn des 20. Jahrhunderts bestand der Fahrzeugpark der Southern Pacific aus den typischen Lokomotiven des 19. Jahrhunderts. Bereits in den 1890er Jahren begann die Southern Pacific viele Dampflokomotiven auf Ölfeuerung umzustellen, da dieses in Kalifornien günstiger als Kohle war. Nur für einige Langstrecken nach Osten wurden kohlegefeuerte Lokomotiven eingesetzt. Mit der Übernahme der Kontrolle der SP durch E. H. Harriman wurde begonnen, den Fahrzeugpark zu standardisieren. Bis dahin waren die meisten Maschinen sehr unterschiedlich in ihrer Bauart und Ausführung. Auch in der Folgezeit war die SP mit ihrer Fahrzeugbeschaffung sehr konservativ und kaufte in der Regel Fahrzeuge, deren technischer Stand über ein Jahrzehnt zurücklag. Auch die Depressionszeit in den 1920er und 30er Jahren führte nicht zu einer Weiterentwicklung der eingesetzten Lokomotiven. Aufgrund dieser Einstellung begann die Gesellschaft auch relativ spät mit der Ablösung der Dampflokomotiven durch Diesellokomotiven.

#### Güterzuglokomotiven
Ende des 19. Jahrhunderts waren die Lokomotiven mit der Achsfolge 2'B [4-4-0] die wichtigste Bauart, später wurden sie durch 1'D [2-8-0] bei schweren und 1'C [2-6-0] bei leichten Güterzügen ersetzt. Auch die Lokomotiven der Harriman-Ära waren 1'D-Lokomotiven. Die ersten 1'D1'[2-8-2]-Lokomotiven wurden ab 1911 beschafft. Noch leistungsstärkere Loks der Bauart 1'E1'[2-10-2] kamen ab 1917 zum Einsatz. Nachdem auch diese Lokomotiven an ihre Leistungsgrenze gekommen waren, wurden ab 1925 die von ALCO gebauten Dreizylinder-2'E1'-Lokomotiven der Baureihe SP-1 bis SP-3 erworben. Diese waren speziell für die schnellen Güterzüge über den Donnerpass vorgesehen.
Ein großes Problem bedeuteten die vielen Tunnel und Lawinengalerien über den Donnerpass und auf der Siskiyou-Route. Die Lokführer bekamen nur wenig Frischluft und mussten deshalb mit Sauerstoffmasken fahren. Als Lösung bot sich an, die Lokomotive zu drehen und mit dem Führerstand voraus fahren zu lassen. Aus dieser Idee entstanden die sogenannten Cab-Forward-Lokomotiven der Baureihen AC-1 bis AC-8 und AC-10 bis AC-12. Bei diesen Lokomotiven handelte es sich um Gelenklokomotiven der Bauart 2'D(D1')[4-8-8-2]. Somit führte die Bauweise zu keiner Einschränkung in den Laufeigenschaften. Die Lokomotiven waren sehr erfolgreich, und es wurden insgesamt 244 solche Lokomotiven eingesetzt.
Mit der AC-9 wurden aber auch zwölf konventionelle Gelenklokomotiven beschafft. Sie waren vor allem für den schnellen Güterverkehr auf der Sunset Route vorgesehen.
Die letzte Dampflok vor einem Güterzug fuhr am 30. November 1956.

#### Personenzuglokomotiven
Um 1900 waren vor allem Lokomotiven der Bauart 2'C [4-6-0]für den Personenverkehr eingesetzt. Diese wurden auch noch bis 1920 beschafft. Später kamen dann noch Lokomotiven der Bauart 2'B [4-4-0] dazu. Diese wurden vor allem auf den Strecken im Flachland Kaliforniens eingesetzt. Ab 1902 wurden dann Lokomotiven der Bauart Atlantic (2'B1')[4-4-2] beschafft. Die ersten beiden Bauserien A-1 und A-2 besaßen ein Vauclain-Verbundtriebwerk. Bei den späteren Bauserien wurde auf diese Bauform verzichtet und einfach wirkende Triebwerke eingebaut. Diese Lokomotiven wurden bis Anfang der 50er Jahre eingesetzt. Die ersten Pacific-Lokomotiven (2'C1')[4-6-2] wurden 1904 beschafft. Die meisten kamen von ALCO. Ab 1923 erfolgte die Beschaffung von Lokomotiven der Bauart 2'D1' [4-8-2]. Die Lokomotiven der Bauart 2'D2'[4-8-4] wurden dann ab 1930 bis 1943 beschafft. Bei der SP erhielten sie die Reihenbezeichnung „GS“ für „Golden State“ oder „General Service“. Diese Lokomotiven waren die größten im Personenzugverkehr eingesetzten Lokomotiven. Ab der Serie GS-2 erhielten die Loks eine Stromlinienverkleidung um sie vor den „Daylight“-Schnellzügen einzusetzen. Die Lokomotive mit der Nr. 4449 aus der Serie GS-4 ist erhalten geblieben und wird heute von Portland aus vor Sonderzügen eingesetzt.
Der letzte Dampflokeinsatz vor einem planmäßigen Personenzug erfolgte am 22. Januar 1957.

### Diesellokomotiven

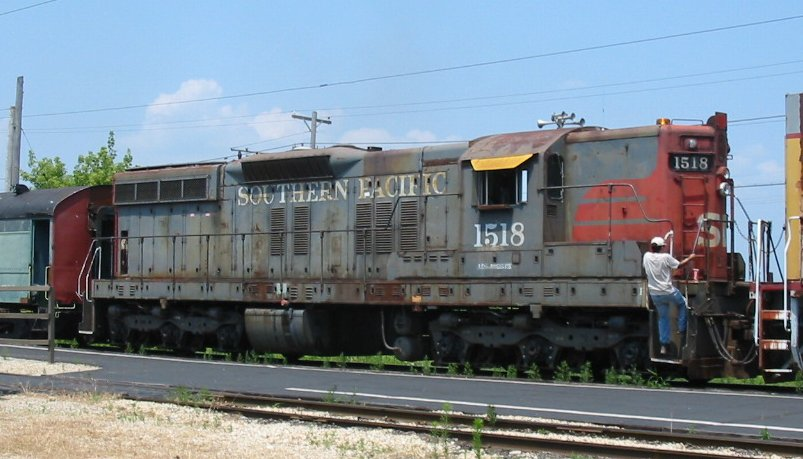
Die erste je gebaute EMD SD7 trug die Betriebsnummer 1518 und steht heute im Illinois Railway Museum

Ihre erste Diesellokomotive stellte die SP am 1. April 1939 in Dienst. Es handelte sich dabei um eine Rangierlok von General Motors Electro-Motive Division (EMD). Später wurden auch Lokomotiven von Baldwin und ALCO erworben. Für den Streckendienst hielt die Gesellschaft noch lange am Dampfbetrieb fest. Erst 1946 wurden die ersten Streckendiesellokomotiven der Baureihe EMD E7 angeschafft. Bald wurden auch Lokomotiven der Baureihe EMD F3 für den Güterzugverkehr erworben. Alle Lokomotiven bekamen die schwarz-silber-orange Farbgebung die auch als „Black Widow“ bezeichnet wurde. Innerhalb von zehn Jahren wurden über 1000 Dieselloks beschafft, so dass die Dampftraktion eingestellt werden konnte. Ab Mitte der 60er Jahre begann der Verkauf der veralteten Loks der Baureihen E und F. Gleichzeitig begann die Southern Pacific mit dem Erwerb von Lokomotiven der Baureihen EMD SD7 und SD9. Zuerst erhielten diese Loks ebenfalls die „Black Widow“-Lackierung, aber mit roter Nase (bloody nose), später ging die SP aber zum einfacheren dunkelgrauen Anstrich mit den roten Stirnseiten über. Zeitgleich begann man auch mit der Beschaffung von Lokomotiven der Baureihe EMD GP9.
Von den anderen Herstellern erreichte nur ALCO mit den Modellen DH-643, C-628 und C-630 einen signifikanten Anteil am Fahrzeugpark.
Ende der 50er Jahre begannen die Eisenbahngesellschaften immer mehr Lokomotivleistung zu fordern. Die dieselelektrische Technik hatte jedoch damals eine Grenze erreicht und höhere Leistungen waren nur durch größere Lokomotiven mit mehreren Dieselmotoren zu erreichen. Die in Europa gebräuchlichen dieselhydraulischen Lokomotiven konnten jedoch eine höhere Leistung bereitstellen. Diese Technologie war jedoch in den USA nicht verbreitet. Die Southern Pacific und die DRG&W bestellten deshalb 1961 bei Krauss-Maffei je drei Lokomotiven der Baureihe ML 4000. Die Lokomotiven erfüllten die leistungsmäßigen Erwartungen. Als Problem erwies sich jedoch die für die USA ungewöhnliche hydraulische Kraftübertragung. Die Wartung dieser Technik erforderte höhere Kosten, geschultes Personal und entsprechend ausgerüstete Werkstätten. Da die D&RGW mit ihren Loks nicht zufrieden war, verkaufte sie ihre drei Fahrzeuge an die Southern Pacific. Die SP orderte jedoch weitere 15 Fahrzeuge. Bis 1968 wurden die Lokomotiven verschrottet.
Ein weiterer Versuch für mehr Motorleistung waren die drei Lokomotiven der Baureihe U50 von General Electric (GE) die 1964 beschafft wurden. Diese Bauform mit zwei Motoren und der Achsformel B'B'B'B' bewährte sich nicht, so dass keine weiteren derartigen Loks erworben wurden. Auch die 1965 erworbenen drei führerstandslosen Lokomotiven EMD DD35B der gleichen Bauweise erfüllten nicht die Anforderungen.
Ab den 60er Jahren wurden dann weiterhin die Standardmodelle von EMD (GP20, GP30 und GP35, SD35, SD40 und SD45) und GE (U25B, U28C, U30C und U33C) verwendet.
Wie schon bei den Dampflokomotiven bereiteten die vielen Tunnel und Lawinengalerien auch den Diesellokomotiven Probleme. Insbesondere wenn die Lokomotiven in der üblichen Mehrfachtraktion fuhren, wurden von der zweiten Lokomotive die Abgase der ersten angesaugt, was zu Leistungsverlusten führte. Aus diesem Grunde entwickelte die EMD 1973 für SP die „Tunnel Motors“. Bei diesen Lokomotiven der Baureihen SD 45T-2 und SD 40T-2 war die Luftansaugung nach unten verlegt worden.
Für den immer noch durchgeführten Personenverkehr wurden Fahrzeuge der Baureihe EMD SDP45 erworben. Von GE wurden in den 1970er Jahren Lokomotiven der Baureihen B23-7, BB30-7 und B36-7 erworben.
Aufgrund der mangelhafteren Wartung ab den 1970er Jahren begannen sich die Ausfälle der Lokomotiven zu häufen. Außerdem erforderten die immer länger und schwerer werdenden Güterzüge immer größere Zugkräfte. Da Neubeschaffungen von stärkeren Lokomotiven nicht im notwendigen Umfang erfolgten, wurden die Züge mit mehr Lokomotiven gefahren als bei den anderen Gesellschaften zu dieser Zeit. Dies führte aber auch auf der anderen Seite wieder zu einer Verknappung der zur Verfügung stehenden Lokomotiven. So mussten 1993 zeitweise täglich 300 Lokomotiven angemietet werden um den Betrieb aufrechterhalten zu können. Erst nach der Fusion mit der D&RGW verbesserte sich die Situation des Fahrzeugparks. So wurden ab 1994 Lokomotiven der Baureihen EMD SD70M, GE Dash 9-44CW und GE AC4400CW beschafft.

## Personenverkehr
Aufgrund ihres Streckennetzes beschränkten sich die wichtigsten Personenzugverbindungen auf Kalifornien sowie die Overland-Route. Die ersten Züge erhielten die Bezeichnung „Atlantic Express“ und „Pacific Express“. 1888 wurde der „Golden Gate Special“ zwischen Council Bluff und San Francisco eingeführt und 1896 der „Overland Limited“. Letzter wurde später nur noch „Overland“ genannt und bot eine Verbindung zwischen Chicago und San Francisco. In der Harriman-Ära wurde der Zug mit dem modernsten Equipment ausgestattet und wurde so seinem exklusiven Anspruch noch mehr gerecht. Mitte der 1930er Jahre begann die Zeit der Stromlinienzüge. Zuerst waren es die von der Union Pacific eingesetzten M-10000-Triebzüge und die Zephyrs der Burlington Route. Nach dem Krieg wurden auf der Overland-Route gemeinsam mit der UP der „City of San Francisco“ sowie der „San Francisco Overland“ eingesetzt. Während der City nachts durch die Sierras fuhr, benutzte der Overland die Strecke tagsüber. Aus diesem Grund wurde deshalb 1954 auch ein Dome-Car in diesem Zug eingesetzt.
Auf der Strecke zwischen San Francisco und Los Angeles verkehrten zuerst der „Coast Line Limited“ und der „Shore Line Limited“. Ab Mai 1910 erfolgte der Einsatz des Nachtzuges „Lark“. Dieser war der erste reine Schlafwagenzug im Westen der USA und verfügte über elektrische Beleuchtung sowie weitere luxuriöse Ausstattungen. Ab 1923 erfolgte der Einsatz des Tageszuges „Daylight Limited“. Ab 1937 wurde dieser Zug, mit neuen stromlinienförmigen Wagen und mit einer markanten orange-rot-schwarzen Farbgebung versehen, als „Daylight“ vermarktet. Er benötigte für die Strecke 9,5 Stunden. In den folgenden Jahren wurden noch weitere Züge mit dieser Bezeichnung eingeführt, wie den „Noon Daylight“, den „Morning Daylight“, den „Coast Daylight“ und den „San Joaquin Daylight“.
Auf der Strecke nach Portland wurde ab 1887 der „Oregon Express“ und ab 1901 der „Shasta Express“ eingesetzt. Später kamen dann noch der „Cascade“ und der „Shasta Daylight“ dazu.
Wichtigste Züge auf SP südlichen Routen waren der 1894 eingeführte „Sunset Limited“ zwischen San Francisco und New Orleans und der 1902 eingeführte „Golden State Limited“ zwischen Los Angeles und Chicago. Der Golden State Limited wurde gemeinsam mit der Rock Island verantwortet.
Wie bei den übrigen Eisenbahngesellschaften auch begann in den 60er Jahren der Niedergang bei den Personenzügen. Aufgrund der Konkurrenz von Auto und Flugzeug sowie Qualitätsverschlechterungen durch überalterte Technik und geringeren Service und Komfort ließen die Passagierzahlen stark nach. Mit der Gründung der Amtrak 1971 wurden alle verbliebenen Fernverbindungen von dieser übernommen.
Personennahverkehr war vor allem im Großraum San Francisco – San Jose ein wichtiger Faktor. Die ersten Verbindungen wurden in den 1890er Jahren angeboten. In der Folgezeit wurde das Netz immer weiter ausgebaut. Dieser Geschäftszweig wurde erst in den frühen 1980er Jahren von Kaliforniens Department of Transportation übernommen und unter der Bezeichnung CalTrains weitergeführt. Jedoch blieb bis zum Ende des Jahrzehnts die SP für den Betrieb verantwortlich. Die letzten Personenwagen der SP wurden 1986 außer Dienst gestellt.

## Unternehmensleitung

### Präsidenten der Southern Pacific Company
- 1865–1868: Timothy Guy Phelps
- 1868–1890: Leland Stanford
- 1890–1900: Collis P. Huntington
- 1900–1901: Charles Hayes
- 1901–1909: E. H. Harriman
- 1909–1911: Robert S. Lovett
- 1911–1918: William Sproule
- 1918–1920: Julius Krutschnitt
- 1920–1928: William Sproule
- 1929–1932: Paul Shoup
- 1932–1941: Angus Daniel McDonald
- 1941–1951: Armand Mercier
- 1952–1964: Donald J. Russell
- 1964–1976: Benjamin Biaggini
- 1976–1979: Denman McNear
- 1979–1982: Alan Furth
- 1982–1983: Robert Krebs
- 1984–1996: D. M. Mohan

### Aufsichtsratsvorsitzende
Chairmen of the Southern Pacific Company Executive Committee
- 1890–1893: Leland Stanford
- 1893–1909: nicht besetzt
- 1909–1913: Robert Lovett
- 1913–1925: Julius Krutschnitt
- 1925–1928: Henry deForest
- 1928–1932: Hale Holden

Chairmen of the Southern Pacific Company Board of Directors
- 1929–1932: Henry deForest
- 1932–1939: Hale Holden
- 1964–1972: Donald J. Russell
- 1972–1976: nicht besetzt
- 1976–1983: Benjamin Biaggini